# Sère (Garonne)
Die Sère ist ein Fluss in Frankreich, der in der Region Okzitanien verläuft. Sie entspringt beim Weiler Brétous im Gemeindegebiet von Castéron, entwässert generell in nordöstlicher Richtung, wird zweifach aufgestaut und mündet nach 32 Kilometern an der Gemeindegrenze von Castelsarrasin und einer Enklave der Gemeinde Castelmayran als linker Nebenfluss in einen Seitenarm der Garonne. Auf ihrem Weg durchquert die Sère die Départements Gers und Tarn-et-Garonne.

## Orte am Fluss
- Le Pont de la Sère, Gemeinde Esparsac
- Gensac
- Angeville
- Caumont
- Castelmayran